# Joane Gadou
Kouakou Henry-Joane Aaron Aimerick Gadou (* 17. Januar 2007 in Aubervilliers) ist ein französischer Fußballspieler.

## Karriere

### Verein
Gadou begann seine Karriere bei der ES Nangissienne. Zur Saison 2020/21 wechselte er in die Jugend von Paris Saint-Germain. Im Januar 2024 stand er erstmals im Profikader der Pariser, zu einem Einsatz kam er aber nie.
Im September 2024 wechselte Gadou zum österreichischen Bundesligisten FC Red Bull Salzburg, bei dem er einen bis Juni 2027 laufenden Vertrag erhielt. Sein Debüt in der Bundesliga gab er im selben Monat, als er am achten Spieltag der Saison 2024/25 gegen den FK Austria Wien in der Nachspielzeit für Kamil Piątkowski eingewechselt wurde.

### Nationalmannschaft
Gadou spielte 2022 erstmals für eine französische Jugendnationalauswahl. 2023 nahm er mit der U-17-Mannschaft an der EM des Jahrgangs 2006 teil. Während des Turniers kam er in drei Spielen zum Zug, Frankreich wurde Zweiter. 2024 nahm er erneut an der U-17-EM teil, diesmal mit dem französischen Team des Jahrgangs 2007. Dieses führte er als Kapitän an, Frankreich scheiterte aber bereits in der Vorrunde.